# Акваріум Монтерей-Бей

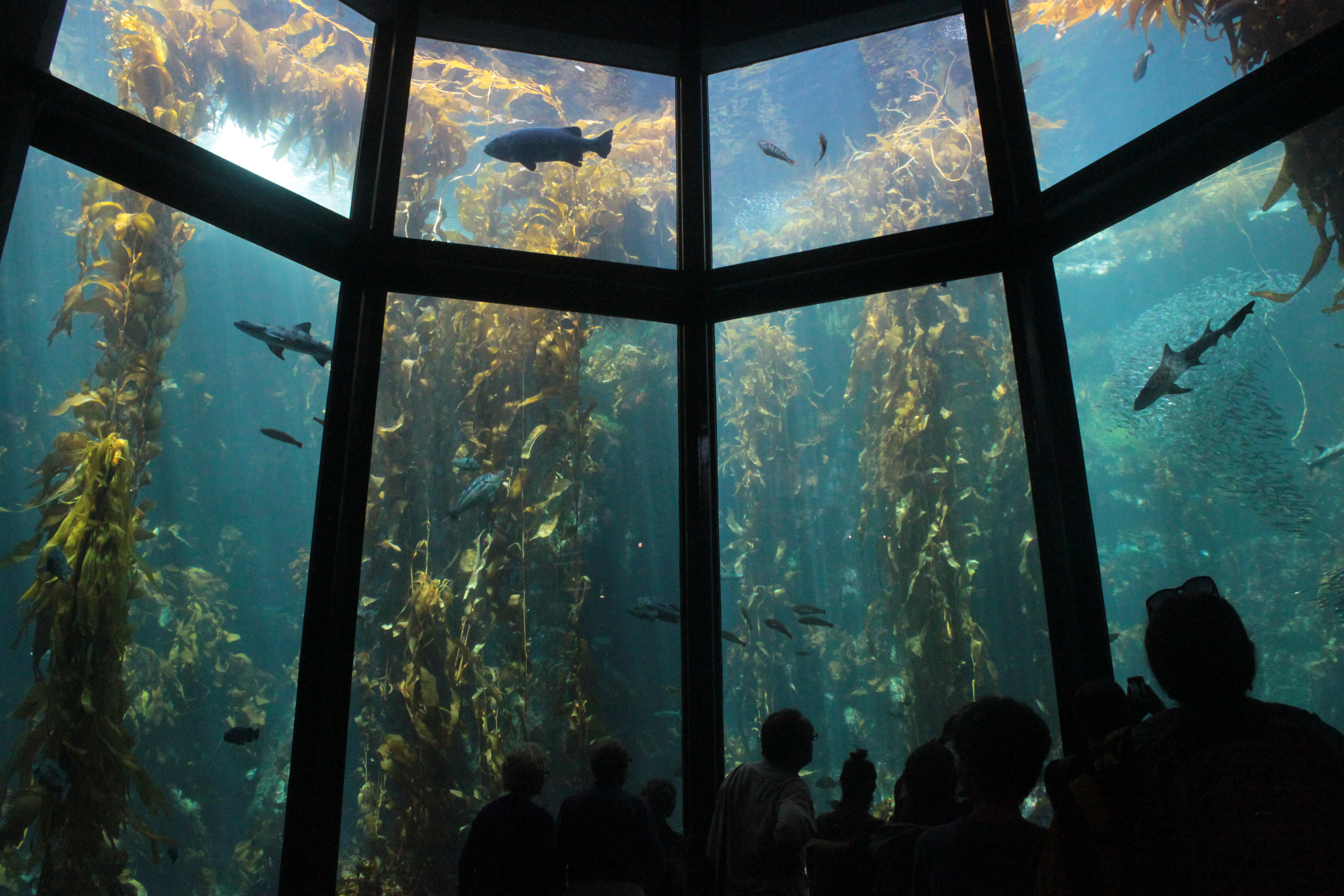
Основна зона огляду виставки Kelp Forest, вид з рівня землі

36°37′06″ пн. ш. 121°54′05″ зх. д. / 36.618253° пн. ш. 121.901481° зх. д.
Акваріум Монтерей-Бей (англ. Monterey Bay Aquarium) — некомерційний громадський акваріум у місті Монтерей, Каліфорнія. Відомий своєю регіональною спрямованістю на морських середовищах існування затоки Монтерей, він був першим, де було показано живий ліс водоростей, коли він відкрився в жовтні 1984 року. Його біологи стали піонерами в розведенні медуз, і він був першим, де успішно доглядали за великою білою акулою. Дослідження та зусилля організації також зосереджені на морських видрах, різних птахах і тунцях. Seafood Watch — рекомендаційний список з екологічно чистих морепродуктів, опублікований акваріумом у 1999 році, вплинув на дискусію навколо екологічно чистих морепродуктів.
Ранні пропозиції побудувати громадський акваріум в окрузі Монтерей не мали успіху, поки група з чотирьох морських біологів зі Стенфордського університету не переглянула цю концепцію наприкінці 1970-х років. Акваріум Монтерей-Бей побудований на місці недіючого консервного заводу з виробництва сардин і був визнаний за свої архітектурні досягнення Американським інститутом архітекторів. Окрім своєї архітектури, акваріум отримав численні нагороди за виставку морського життя, зусилля зі збереження океану та освітні програми.
Акваріум Monterey Bay приймає близько двох мільйонів відвідувачів щороку. Він є визначним туристичним об'єктом набережної вулиці Cannery Row і виділяє сотні мільйонів доларів для економіки округу Монтерей. Окрім того, що акваріум був показаний у двох документальних фільмах PBS Nature, акваріум з'являвся в кіно та на телебаченні.

## Акваріумні експонати
Відповідно до звіту про хід роботи на етапі планування акваріума в 1980 році, зусилля засновників побудувати акваріум були засновані на зацікавленості в обміні морським життям регіону з громадськістю. Це буде досягнуто за допомогою його експонатів, які відображатимуть водні середовища проживання затоки Монтерей і центральної Каліфорнії. Ідея відобразити морські середовища проживання була надихнута роботою еколога Еда Рікеттса в його книзі 1939 року про екологію припливів і відливів «Між тихоокеанськими припливами». На початку 1980-х років це був унікальний підхід до дизайну громадських акваріумів, оскільки два найбільші громадські акваріуми на той час у Сполучених Штатах — акваріум Нової Англії в Бостоні (1969) і Національний акваріум у Балтиморі (1981) — зосереджувались на «чудових експонатах коралових рифів або великих акул» і демонстрували кілька місцевих видів.

### Морська система
В акваріумі представлено 35 000 особин тварин, що належать до понад 550 видів. Об'єм акваріума становить 8,7 млн води. Відфільтрована морська вода з затоки Монтерей закачується в ліс водоростей та інші експонати з швидкістю 7600 л/хв. Вночі нефільтрована морська вода (або «сира морська вода») використовується для виставки Kelp Forest, щоб зберегти її реалістичний вигляд. Системи керування, які обслуговують цю систему морської води та інші компоненти життєзабезпечення тварин, здебільшого автоматизовані, відстежують різні хімічні параметри та зменшують ймовірність людської помилки під час повторюваних завдань, таких як зворотне промивання фільтруючого середовища. Система морської води контролюється більш ніж 10 000 точками даних.

### Виставка Ліс водоростей
Акваріум Ліс водоростей сягає заввишки 8,5 м та завдовжки 20 м. Ця виставка є центром крила Ocean's Edge. Майже триповерхова виставка вважається першою успішною спробою зберегти живий ліс водоростей у штучному середовищі. Під час планування та будівництва закладу професіонали сумнівалися, що водорості можна вирощувати в акваріумі такого масштабу. І, навіть якби його можна було виростити, критики проєкту не вважали, що громадськість зацікавиться цим елементом затоки Монтерей. На етапі проєктування вчені з водоростей Вілер Норт з Каліфорнійського технологічного інституту та Майк Нойшал з Каліфорнійського університету в Санта-Барбарі визначили потреби водоростей. Успіх експозиції у вирощуванні гігантської ламінарії та її реалістичний вигляд пов'язані з наявністю прямого сонячного світла, використанням природної морської води з затоки Монтерей та насосною машиною (великим плунжером), яка повторює пульсуючі водні течії Каліфорнії. Півтораметрова імпульсна машина, яка занурюється кожні 6 секунд дозволяє ламінарії на виставці вирости в середньому на 10 см на день. Ліси водоростей є важливою екосистемою вздовж узбережжя Каліфорнії, йогобіорізноманіття можна порівняти з дощовими тропічними лісами, і, поряд із гігантськими водоростями, на виставці представлені види риб, які мешкають у затоці Монтерей.

### Крило відкритого моря
У 1996 році акваріум Монтерей-Бей відкрив друге крило водних експонатів, зосередившись на пелагічних середовищах існування. Крило, яке коштувало 57 мільйонів доларів США і розроблялося протягом семи років, майже подвоїло площу експозицій океанаріуму. Крило складається з трьох окремих галерей: різноманітні медузи та інший планктон, що зустрічаються в затоці; пелагічна виставка великої спільноти; і «океанські мандрівники», де виставлені тупики та морські черепахи. У 1997 році Асоціація зоопарків та акваріумів присудила цьому крилу свою нагороду Exhibit Award.